# António Rodrigues Montês Junior
António Rodrigues Montês Junior OTE (Santarém, 12 de Maio de 1864 - 1934) foi um militar português.

## Biografia
Nasceu em Achete, no concelho de  Santarém, em 12 de Maio de 1864, sendo filho de José Rodrigues e de Gertrudes da Conceição Mendes. Assentou praça em 1881, e foi promovido ao posto de alferes em 1894.
Foi nomeado como subalterno no Esquadrão de Lanceiros 1, tendo participado na campanha que resultou com a captura de Gungunhana. Em 1907 comandou uma companhia de dragões, durante a Campanha do Cuamato. Em 1909, publicou o livro A cavallaria em África. Aderente dos ideais monárquicos, foi demitido em 1911, começando a exercer como administrador no jornal O Liberal. Posteriormente começou a sofrer de cegueira.
Alguns anos antes da sua morte, foi reabilitado e depois reformado com o posto de coronel.
Faleceu em 1934.

## Homenagens
Foi por várias vezes condecorado, tendo sido homenageado com o grau de Oficial na Ordem Militar de Torre e Espada.